# Chinhoyi
Chinhoyi – miasto w Zimbabwe, w prowincji Maszona Zachodnia, położone na 120 km od Harare. Według danych ze spisu ludności w 2012 roku liczyło 77 929 mieszkańców. Rozwinięty przemysł spożywczy i włókienniczy.